# FIBA EuroChallenge

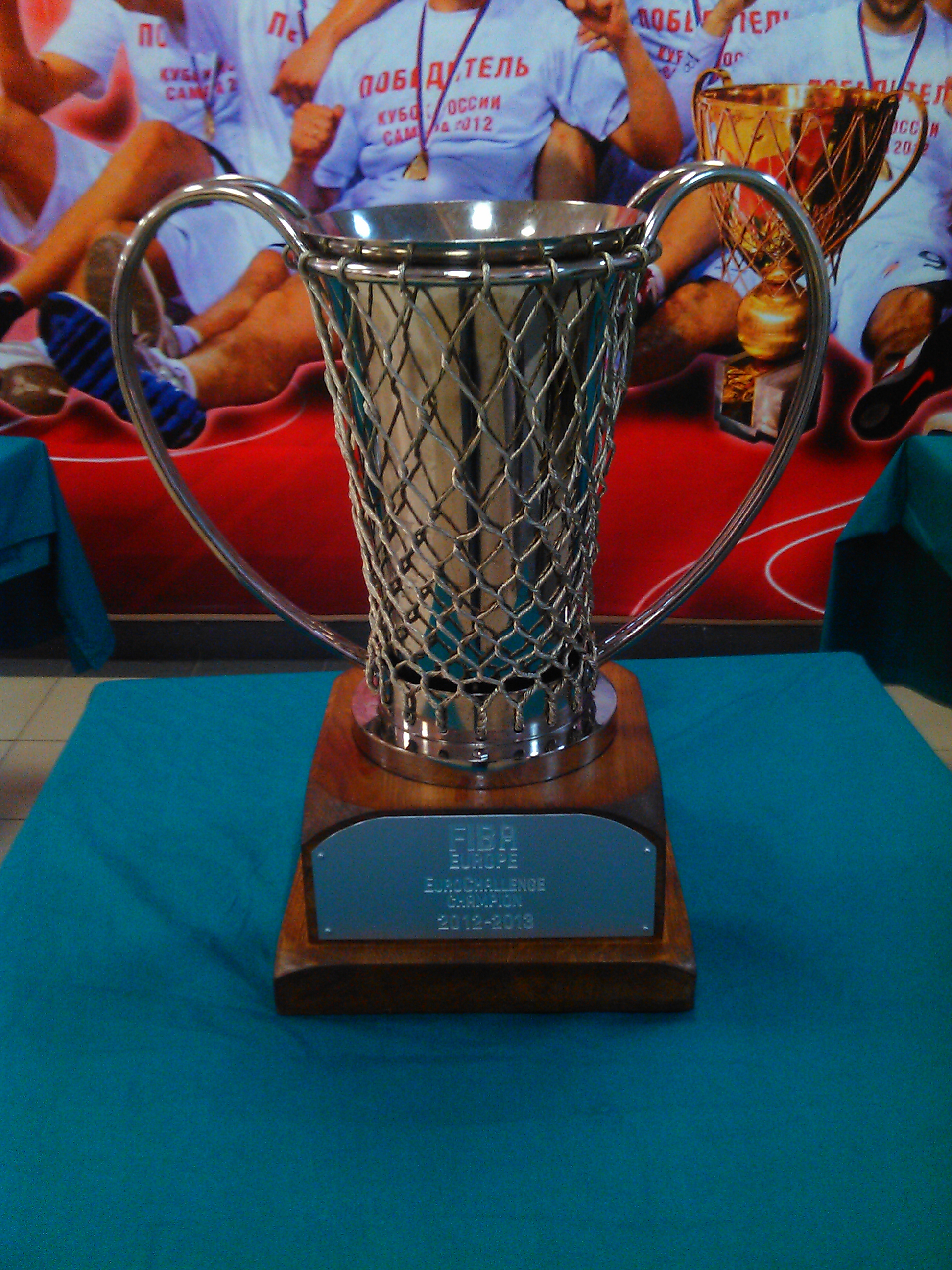
EuroChallenge 2013

FIBA EuroChallenge, s názvy FIBA Europská liga (2003–2005) a EuroCup (2005–08) byl třetí úroveň klubových soutěží basketbalu v Evropě. Soutěž organizovala FIBA Europe. Další 4. úroveň klubových soutěží FIBA EuroCup Challenge existovala v období 2002-2007.
Po vytvoření nových basketbalových soutěží klubů v Evropě, organizovaých Unií evropských basketbalových lig (ULEB) - (Euroliga v basketbale v roce 2000, ULEB Eurocup v roce 2002 a ukončení soutěží FIBA - SuproLiga, Pohár Saporta a Pohár Korač rozhodla Evropská basketbalová federace (FIBA Europe) vytvořit nové soutěže pro kluby, které mají sportovní a ekonomický potenciál a zájem soutěžit na mezinárodní úrovni. Byla vytvořena FIBA Evropská liga, která byla přejmenovaná na FIBA EuroCup (2005-2008). V létě roku 2008 došlo mezi ULEB a FIBA Europe k dohodě o sloučení soutěží ULEB Cup a FIBA EuroCup do soutěže Eurocup, zatímco bývalá soutěž FIBA EuroCup byl přejmenována na FIBA EuroChallenge.
Z 12 ročníků FIBA EuroChallenge (2003-2015) nejvíce (sedm) finálových účastí mají kluby z Ruska, které získaly tři vítězství a čtyři druhá místa, z toho KK Samara má jedno vítězství a jedno druhé místo.
V roce 2015 FIBA Europe ukončila pohár FIBA EuroChallenge, a od sezóny 2015/2016 pořádá náhradou dva nové poháry FIBA Champions League/Basketball Champions League ( BCL ) (FIBA Liga Mistrů) a FIBA Europe Cup ( FEC ) (FIBA Evropský Pohár). V pořadí důležitosti jsou tyto poháry na třetím (FIBA Liga Mistrů) a čtvrtém (FIBA Evropský Pohár) místě za Euroligou (1,) a Eurocupem (2,) které pořádá ULEB.

## Vítězové a výsledky finále poháru
| Rok     | Místo konání |                           | Finále   | Finále             | Finále                |                | Zápas o 3. místo         | Zápas o 3. místo | Zápas o 3. místo |
| Rok     | Místo konání | Vítěz                     | Skóre    | 2. místo           | 3. místo              | Skóre          | 4. místo                 |                  |                  |
| ------- | ------------ | ------------------------- | -------- | ------------------ | --------------------- | -------------- | ------------------------ | ---------------- | ---------------- |
| 2003–04 | Kazan        | Unics Kazan               | 87–63    | Maroussi (TIM)     | Hapoel Tel Aviv       | 112–104        | Ural Great Perm          |                  |                  |
| 2004–05 | Istanbul     | Dynamo Saint Petersburg   | 85–74    | BC Kyjev           | Chimki                | 86–79          | Fenerbahce               |                  |                  |
| 2005–06 | Kyjev        | Joventut Badalona         | 88–63    | Chimki             | BC Kyjev              | 83–81          | Dynamo Saint Petersburg  |                  |                  |
| 2006–07 | Girona       | Akasvayu Girona           | 79–72    | Azovmaš Mariupol   | Virtus Bologna        | 82–60          | CB Estudiantes           |                  |                  |
| 2007–08 | Limassol     | Barons LMT                | 63–62    | Dexia Mons-Hainaut | AEL Limassol          | 79–70          | Tartu Ülikool/Rock       |                  |                  |
| 2008–09 | Bologna      | Virtus Bologna            | 77–75    | Cholet Basket      | Triumph Lyubertsy     | 94–82          | AEL Limassol             |                  |                  |
| 2009–10 | Göttingen    | BG Göttingen              | 83–75    | Krasnye Krylia     | Chorale Roanne        | 86–80          | Scavolini Spar Pesaro    |                  |                  |
| 2010–11 | Ostende      | Krka Novo Mesto           | 83–77    | Lokomotiv Kuban    | Telenet Ostende       | 94–92          | Spartak Saint Petersburg |                  |                  |
| 2011–12 | Debrecen     | Beşiktaş Milangaz         | 91–86    | Elan Chalon        | Triumph Lyubertsy     | 94–87          | Szolnoki Olaj KK         |                  |                  |
| 2012–13 | Izmir        | Krasnye Krylia            | 77–76    | Pinar Karşiyaka    | EWE Baskets Oldenburg | 84–76          | BCM Gravelines           |                  |                  |
| 2013–14 | Bologna      | Grissin Bon Reggio Emilia | 79–65    | Triumph Lyubertsy  | Royal Hali Gaziantep  | 87–75 (prodl.) | Szolnoki Olaj KK         |                  |                  |
| 2014-15 |              |                           | Nanterre | 64-63              | Trabzonspor           |                | CSM Targu Jiu            | 83-80            | Frankfurt        |

Mezi předchůdce soutěže FIBA EuroChallenge (od 2008) patří soutěže organizované Mezinárodní basketbalovou federací FIBA: Pohár Korač (1971-2002), FIBA Europe league (2003-2005) a FIBA EuroCup (2005-2008).

## Výsledky českých a slovenských klubů
České basketbalové kluby hrály v 8 z 11 ročníků FIBA EuroChallenge, nezúčastnily se 3 ročníků (2010, 2013, 2014). Nejvíce účastí (čtyři) mají ČEZ Basketball Nymburk a BK Prostějov. 

### České kluby
ČEZ Basketball Nymburk - 4 ročníky
- Celkem 46 zápasů (22 vítězství - 24 porážek), osmifinále (2005)
  - FIBA Europe league
- 2003-04 14 zápasů (6-8 1172-1179): Kvalifikace: 5. ve skup. D (6-8 1172-1179): MBK Dynamo Moskva, Rusko (86-89, 70-90), KK Kalev Tallin, Estonsko (94-75, 96-99), SlUC Nancy Basket, Francie (82-70, 88-83), MBK Odessa, Ukrajina (98-65, 74-66), Maroussi Athény BC, Řecko (86-77, 70-86), KK NIS Vojvodina Novi Sad (71-82, 89-95), Strauss Iscar Nahariya, Izrael (85-94, 83-108)
- 2004-05 14 zápasů (7-7 1142-1242): Kvalifikace: 4. ve skup. A (7-5 1063-1051): CSKA Sofia, Bulharsko (84-81, 80-76), BK UNIKS Kazaň, Rusko (89-99, 84-82), BK Kyjev, Ukrajina (122-125, 87-86), KK Rabotnički Skopje, Makedonie (84-60, 86-102), Fenerbahce SK Istanbul, Turecko (71-63, 88-92), Hapoel Galil Elyon BC, Izrael 108-95, 80-90), osmifinále: BK Dynamo St.Peterburg, Rusko (86-90, 93-101)
  - FIBA EuroCup
- 2005-06 12 zápasů (6-6 981-1006): 1. kolo: 2. ve skup. D (4-2 504-501): BK Chimki Moskva, Rusko (85-96, 90-101), Ironi Strauss Iscar Nahariya, Izrael (93-86, 70-64), Allianz Swans Gmunden, Rakousko (85-76, 81-78), 2. kolo: 4. ve skup. I (2-4 477-505): Fenerbahce SK Istanbul, Turecko (88-72, 84-92), BK Dynamo St.Peterburg, Rusko (68-85, 63-76), BK Kyjev, Ukrajina (87-84, 87-96)
- 2006-07 6 zápasů (3-3 454-460): 1. kolo: 3. ve skup. F: ASK Riga, Lotyšsko (87-93, 67-77), Maroussi Honda BC, Řecko (76-66, 74-85), KK Vojvodina Novi Sad, Srbsko (70-68, 70-71)

BK Prostějov - 4 ročníky
- Celkem 24 zápasů (12 vítězství - 12 porážek)
  - FIBA EuroCup
- 2007-08 2 zápasy (0-2 141-170): 2. kolo: Tartu USK Rock, Estonsko (72-76, 69-94)
  - FIBA EuroChallenge
- 2008-09 2 zápasy (0-2 134-148): 2. kolo: KK Záhřeb, Chorvatsko (61-69, 73-79)
- 2010-11 14 zápasy (9-5 1117-1066): QR: KK Helios Domžale, Slovinsko (86-69 70-62), 2. skup. E (5-1 478-440): KK Krka Novo Mesto, Slovinsko (79-77, 62-78), Telekom Basket Bonn, Německo (86-63, 81-75), KK Záhřeb, Chorvatsko (86-77, 74-70), 1/16: 3. ve skup. l (2-4 483-495): BC Telenet Ostende, Belgie (66-74, 85-87), KK Zadar, Chorvatsko (99-82, 90-96), BK Lokomotiv-Kuban, Rusko (67-66, 76-90)
- 2011-12 6 zápasů (3-3 476-487): 3. ve skup. C: BK Goverla, Ukrajina (78-64, 77-75), BK JIP Pardubice (72-76, 84-98), Chorale Roanne Basket, Francie (85-87, 70-87)

BK JIP Pardubice - 1 ročník
- Celkem 12 zápasů (5 vítězství - 7 porážek)
  - FIBA EuroChallenge
- 2011-12 12 zápasů (5-7 912-960): 3. ve skup. C (4-2 478-476): Chorale Roanne Basket, Francie (82-77, 73-88), BK Prostějov (98-84, 76-82), BK Goverla, Ukrajina (72-69, 77-76), 1/16: 4. skup. K (1-5, 434-484): Besiktas JK Istanbul, Turecko (69-76, 70-78), CB Fuenlabrada, Španělsko (73-79, 70-85), BK Nižnij Novgorod, Rusko (87-80, 65-86)

### Slovenské kluby
BK EDYMAX SPU Nitra
- - FIBA EuroChallenge
- 2011-12 2 zápasy (1-5 478-504): 3. ve skup. A: EWE Baskets Oldenburg, Německo (72-77, 79-88), Norrköping Dolphins, Švédsko (108-78, 64-82), CB Fuenlabrada, Španělsko (75-86, 80-93)